# 中国致公党江苏省委员会
中国致公党江苏省委员会，简称致公党江苏省委、江苏致公党，是中国致公党在江苏省的地方组织。